# Асталли-Памфили, Камилло
Карло Гуалтерио (итал. Camillo Astalli-Pamphilj; 21 октября 1616, Самбучи, Папская область — 21 декабря 1663, Катания, королевство Сицилия) — итальянский куриальный кардинал. Апостольский легат в Авиньоне с 21 ноября 1650 по 1 января 1654. Камерленго Священной Коллегии кардиналов c 24 января 1661 по 16 января 1662. Епископ-архиепископ Катании с 4 июля 1661 по 21 декабря 1663. Кардинал-священник с 19 сентября 1650, титулом церкви Сан-Пьетро-ин-Монторио с 17 октября 1650 по 21 декабря 1663.   